# Helicana japonica
Helicana japonica is een krabbensoort uit de familie van de Varunidae. De wetenschappelijke naam van de soort is voor het eerst geldig gepubliceerd in 1980 door K. Sakai & Yatsuzuka.